# Peforelin
Peforelin (INN), hoặc peforelin acetate, được bán dưới tên thương hiệu Maprelin, là một chất chủ vận hormone giải phóng gonadotropin (thuốc chủ vận GnRH) được sử dụng trong thuốc thú y ở châu Âu và Canada. Nó là một chất tương tự GnRH và một peptide tổng hợp, đặc biệt là một decapeptide.  Thuốc được giới thiệu để sử dụng cho thú y vào năm 2001.